# Xerox Star

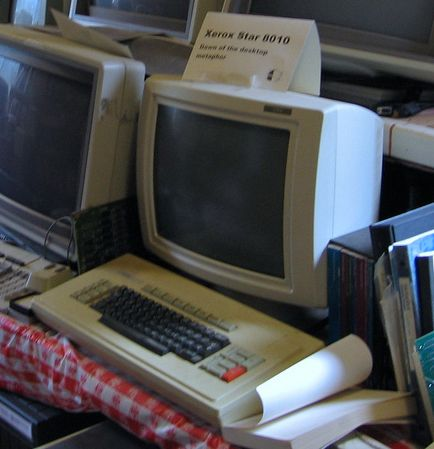
Xerox Star 8010

Xerox Star (oficjalnie znany jako 8010) – stacja robocza wprowadzona na rynek jako komercyjny produkt w 1981 r.; stację nazywano też Dandelion lub Dlion. Star został opracowany przez Xerox Systems Development Division, a nie przez Xerox PARC, jak się powszechnie sądzi. Niemniej wiele idei zostało zaczerpniętych z prac Xerox PARC, jak WYSIWYG, Ethernet i usługi sieciowe. Komputer zawierał maszynę wirtualną dla języka programowania Mesa, bezpośredniego prekursora Modula-2 i Modula-3.
Xerox Star został pierwotnie zaprojektowany nie jako samodzielna maszyna, lecz jako część zintegrowanego systemu „personal office system”, połączona z innymi stacjami i usługami sieciowymi za pomocą Ethernetu. Był to pierwszy komercyjny komputer z graficznym interfejsem użytkownika, ze znanymi dzisiaj ikonami i komputerową myszą. Szereg pomysłów zaczerpnięto z wcześniejszego Xerox Alto.
Sprzedano jedynie 15 tys. maszyn, co było komercyjną porażką, ale Star położył podwaliny pod rozwój współczesnych komputerów osobistych. Przytaczana jest opowieść o wizycie w Xerox PARC Steve’a Jobsa z Apple Computer, której efektem miało być zaimplementowanie GUI i myszy w maszynie Lisa, a potem w pierwszym Macintoshu. Jest to częściowa prawda, gdyż Jobs widział w rzeczywistości środowisko programistyczne Smalltalk-80, które zawierało jedynie niewielką część interfejsu Stara i nie miało pulpitu i ikon. Inżynierowie Lisy zobaczyli Stara na jego pierwszym pokazie i postanowili przekształcić interfejs swojego komputera w klasyczny GUI. Pierwszy Macintosh zawierał potem uproszczoną wersję interfejsu Lisy.